# Кевсала (река)
Кевсала — река в России, протекает в Ипатовском районе Ставропольского края и Яшалтинском районе Калмыкии. Река впадает в один из Бурукшунских лиманов. Длина реки составляет 50 км, площадь водосборного бассейна 1130 км². В долине реки расположены (от истока к устью): хутор Водный, село Кевсала, хутора Красочный и Малоипатовский
Исток в 3 км восточнее села (Ипатовский район, Ставропольский край), устье в 2 километрах к юго-востоку от посёлка Теегин Нур (Яшалтинский район, Республика Калмыкия), впадает в лиман Мешок.

## Этимология
Название имеет тюркское происхождение, где ног. кев — «сивый», сала — «ручей». Различные формы сала часто встречается северной части Ставропольского края в применении к ручьям и рекам, например название реки Сал восходит к этой словоформе.

## Притоки
- Тахта
- Кундули
- Магодынка
- Джалга

## Данные водного реестра
По данным государственного водного реестра России относится к Донскому бассейновому округу, водохозяйственный участок реки — Дон от впадения реки Северский Донец и до устья, без рек Сал и Маныч, речной подбассейн реки — бассейн притоков Дона ниже впадения Северского Донца. Речной бассейн реки — Дон (российская часть бассейна). Код водного объекта в государственном водном реестре — 05010500912107000017717.